# Josef Larch
Josef Larch (28. července 1930 – 7. října 2011) byl rakouský horolezec. Počátkem 50. let uskutečnil několik hodnotných výstupů v Alpách, například výstup severní stěnou Eigeru nebo výstup na Matterhorn. Nejvíce se však proslavil v roce 1956, když spolu s Fritzem Morawcem a Hansem Willenpartem uskutečnili první výstup na 8 035 metrů vysoký Gašerbrum II. Larch byl ženatý a má jednoho syna.

## Úspěšné výstupy na osmitisícovky
- 1956 – Gašerbrum II

## Další úspěšné výstupy
- 1952 – Eiger (3 970 m)
- 1954 – Matterhorn (4 478 m)